# Kikukawa (metropolitana di Tokyo)
La Stazione di Kikukawa (菊川駅?, Kikukawa-eki) è una stazione della metropolitana di Tokyo, si trova nel quartiere di Sumida. La stazione è servita dalla linea Shinjuku della Toei metro.

## Stazioni adiacenti
| «              | Servizio       | »              |
| Linea Shinjuku | Linea Shinjuku | Linea Shinjuku |
| -------------- | -------------- | -------------- |
| Morishita      | Locale         | Sumiyoshi      |